# 강금원
강금원(姜金源, 1952년 11월 10일~2012년 8월 2일)은 대한민국의 기업인으로 제16대 대통령 노무현의 측근이다. 한국 염색연합회 이사, 창신섬유 회장 등을 역임했다. 2012년 지병으로 사망하였다. 본관은 진주 강씨다.

## 정관계 금품 제공
2009년 강금원의 횡령 사실을 수사한 대전지방검찰청 특수부(이경훈 부장검사)는 강금원이 노무현 정부의 유력 인사, 공기업, 언론사 등에 돈을 제공한 사실을 확인했다. 강금원은 2004년 5월 한국수자원공사 전 감사 김모씨에게 1000만원을 전달했다. 2006년 6월에는 한국산업인력관리공단 이모씨에게 1억 1000만원, 여주군청 최모씨에겐 1000만원을 건넸다. 금융계 인사인 이모씨 등 2명에게도 1600만원을 전달했다. 안희정 민주당 최고위원, 노사모 회장이었던 이기명, 노무현 정부의 평가포럼 집행위원인 명계남(배우) 등에게는 시그너스골프장의 고문·직원 등으로 등재시켜 놓고 급여 명목으로 돈을 지급했으며, 이들에게는 회사 승용차까지 지원했다. 명계남에게는 2006년 10~12월 3차례에 걸쳐 5400만원을 전달했으며, 안희정에게는 2005~2007년 3차례에 걸쳐 4억 100만원을 전달했다. 2008년 8월에는 김우식 전 대통령비서실장이 이사장으로 있는 한국미래발전연구원의 임차료 3억 5000만원을 대신 내줬으며, 2007년 3월 윤태영 전 대통령비서실 대변인이 사직하자 2007년 7월 충북 충주의 한 금융기관에서 수표로 1억원을 빼내 건넸다. 2007년 9월 임찬규 전 대통령비서실 행정관에게 8000만원을 줬고, 2007년 4∼12월 5차례에 걸쳐 참여정부평가포럼에 1000만∼2000만원씩 모두 6000만원을 송금했으며, 2005년 2월과 2007년 7월 2차례에 걸쳐 여택수 전 대통령비서실 행정관에게 7억원을 건네는 등 20여명과 단체에 총 30여억원을 전달한 사실이 확인되었다.

## 경력
- 1975년: 영신염공 설립
- 1980년: 강원섬유 설립
- 1990년 9월 6일: (주)창신섬유 설립, 대표이사 회장
- 1999년: (주)캬라반 설립
- 2001년: (주)시그너스컨트리클럽 대표이사
- 2007년 9월: (주)봉화 설립
- 2010.02 한국미래발전연구원 이사장
- 한국염색공업협동조합연합회 이사

## 학력
- 한양대학교 섬유공학과 졸업
- 전주공업고등학교 졸업

## 같이 보기
- 노무현
- 노건평
- 박연차